# Rudolf L’Orange
Rudolf L’Orange (* 18. September 1902 in Weißfluß bei Danzig; † 18. Januar 1958 in München) war ein deutscher Ingenieur, Erfinder und Gründer der L’Orange GmbH.

## Leben
Rudolf L’Orange besuchte in Mannheim ein Gymnasium und beendete anschließend erfolgreich eine Lehre zum Schlosser. Darauf studierte er Schiffbau an der TH Charlottenburg. Unter Felix Graf von Luckner wurde er zum Maschinen-Assistent auf Fischkuttern ausgebildet. Ab 1927 arbeitete L’Orange in der Firma seines Vaters Prosper L’Orange als Versuchs- und Patentingenieur. In dieser Zeit arbeitete er an seiner Idee der Diesel-Gleichstrom-Einspritzpumpe. Er betreute ebenso die Serienfabrikation von Einspritzdüsen für Flugzeugmotoren.
1932 gründete L’Orange zusammen mit seinem Bruder Harro die Firma Gebr. L'Orange Motorzubehör, Stuttgart-Feuerbach und fertigte Stempel, Zylinder, Nadeln und Nadelführungen für Einspritzpumpen für Flug- und Schiffsmotoren. Zu der Firmengründung ist es gekommen, da sein Vater seine Erfindungen und die Herstellungsrechte daran an die Robert Bosch AG verkauft hatte.
In Hamburg gründete L’Orange die Zweigfirma Norddeutsche L'Orange GmbH Hamburg, um die Marine mit seinen Produkten beliefern zu können. Mit dem Aufkommen neuer Antriebstechniken entwickelte und erfand L’Orange neue Einspritzsysteme, zum Beispiel die Zweimengendüse für eine kontinuierliche Zerstäubung. Durch die gute Resonanz auf seine Produkte konnte er daraufhin drei weitere Betriebe eröffnen: in Dresden, Niederschöneweide bei Berlin und Neudamm in Pommern. Um der Zerstörung im Zweiten Weltkrieg zu entgehen, wurde der Berliner Betrieb nach Glatten in den Schwarzwald verlegt.
1947 wurde nach Kriegsende ein Neubeginn für das junge Unternehmen angestrebt. Zusammen mit Karl Maybach, der L’Oranges Gleichstromsystem für seine schnelllaufenden, leichten Großdieselmotoren für Lokomotiven und Schiffe nutze, wurde das Unternehmen wieder erfolgreich.
L’Orange entwickelte zusammen mit Maybach um 1950 das Pumpe-Düse-System, das aufgrund verschiedener Vorteile bald darauf für Großdieselmotoren unentbehrlich wurde. Diese Neuerfindung brachte L’Orange soviel Erfolg, dass er von Glatten aus bald wieder Zweigbetriebe in München, Hamburg und Stuttgart-Zuffenhausen eröffnete.
Nach seinem Tod im Jahr 1958 führte seine Witwe das Unternehmen bis 1978 weiter.